# Imbaimadai
Imbaimadai es una localidad en la región Cuyuni-Mazaruni de Guyana.
Una comunidad minera colindante con tierras amerindias es servida por el Aeropuerto de Imbaimadai. La ciudad está ubicada dentro de Guayana Esequiba, una región reclamada por Venezuela.

## Economía
Los residentes se sustentan de la minería de oro, de diamantes y de otros minerales preciosos, además del turismo por su entorno natural, las montañas que hacen parte de la cordillera de Pacaraima, sus cascadas y sus bosques.